# Julio Hurtado Llopis
Julio Hurtado Llopis (Valencia, España) fundador y director de la Coral Allegro ONCE Valencia, del Cor de l'Eliana, Cor de la Canyada, y la Escola Coral de Torrent, además de ser profesor de Didáctica Musical de la Universitat de Valencia.
Conocido internacionalmente en el mundo coral principalmente por su proyecto de integración e innovación pedagógica que cambió la vida a muchas personas en la ONCE con el grupo Coral Allegro ONCE Valencia llevando los valores de normalización de las personas con discapacidad visual allá donde se podía.

## Discografía como director
Coral Allegro ONCE Valencia
- Once años allegrando - 1996
- Hair - 2000
- Once temas de Beatles - 2004
- Once noches sin dormir - 2006
- Allegro de cine - 2009
- Allegro con amigos - 2015 (póstumo)

- Datos: Q30918085